# La Praz
Pour les articles homonymes, voir Praz.
La Praz (/la pʀa/) est une commune suisse du canton de Vaud, située dans le district du Jura-Nord vaudois.

## Géographie
La commune se situe à dix kilomètres au sud-ouest d'Orbe, sur le versant sud-est d'un chaînon du Jura.
Le territoire de La Praz s'étend sur 5,12 km2. Lors du relevé de 2013-2018, les surfaces d'habitations et d'infrastructures représentaient 3,5 % de sa superficie, les surfaces agricoles 45,5 %, les surfaces boisées 50,8 % et les surfaces improductives 0,0 %.
|               | Juriens |       |
|               | La Praz |       |
| Mont-la-Ville |         | Moiry |

## Toponymie
La Praz, qui se prononce /la pʀa/, représente la forme franco-provençale du latin pratum, « pré ». La présence d'un article dans un nom de lieu signale que la localité a pu être fondée vers le Xe siècle.
Parmi les plus anciennes mentions de ce village, on trouve (la) ad villam que vocatur li Pra (1276) ; (la), Adeline de la Praa (1282) ; de la Praz (1403) ; (la) villagium de Prata (vers 1440) ; (la) hominibus de Lapra (vers 1440) ; (la) villagii dez la Pra (1553).

## Histoire
La commune abrite un rare cromlech préhistorique, fait de cinq gros blocs reliés entre eux par des pierres plus petites. Le bloc à l'extrémité méridionale comporte de nombreuses cupules, petites cavités percées volontairement, mais à ce jour non expliquées.
Au Moyen Âge, le territoire de La Praz appartenait à l'abbaye de Romainmôtier. Cette dépendance se prolonge après 1536, sous l'époque bernoise, le village étant alors compris dans la châtellenie de Romainmôtier.

## Population et société

### Gentilé et surnoms
Les habitants de la commune se nomment les Pratous ou les Pratoux (les Pratoules au féminin).
Ils sont surnommés lè Grezale (les groseilles en patois vaudois, qui y étaient autrefois très abondantes) et les Loups.

### Démographie

#### Évolution de la population
La Praz compte 183 habitants au 31 décembre 2022 pour une densité de population de 36 hab/km2. Sur la période 2010-2019, sa population a diminué de −2,4 % (canton : 12,9 % ; Suisse : 9,4 %).  

#### Pyramide des âges
En 2020, le taux de personnes de moins de 30 ans s'élève à 26,3 %, au-dessous de la valeur cantonale (35 %). Le taux de personnes de plus de 60 ans est quant à lui de 25,7 %, alors qu'il est de 21,9 % au niveau cantonal.
La même année, la commune compte 89 hommes pour 86 femmes, soit un taux de 50,9 % d'hommes, supérieur à celui du canton (49,1 %).
| Hommes | Classe d’âge | Femmes |
| ------ | ------------ | ------ |
| 0,0    | 90 ans ou +  | 0,0    |
| 5,6    | 75 à 89 ans  | 5,8    |
| 20,2   | 60 à 74 ans  | 19,8   |
| 25,8   | 45 à 59 ans  | 26,7   |
| 21,3   | 30 à 44 ans  | 22,1   |
| 12,4   | 15 à 29 ans  | 12,8   |
| 14,6   | - de 14 ans  | 12,8   |

| Hommes | Classe d’âge | Femmes |
| ------ | ------------ | ------ |
| 0,5    | 90 ans ou +  | 1,4    |
| 6,1    | 75 à 89 ans  | 8,2    |
| 13,3   | 60 à 74 ans  | 14,3   |
| 21,5   | 45 à 59 ans  | 21,2   |
| 22,0   | 30 à 44 ans  | 21,4   |
| 19,6   | 15 à 29 ans  | 18,0   |
| 16,9   | - de 14 ans  | 15,5   |

## Culture et patrimoine

### Temple
Église protestante construite en 1840 par l'architecte lausannois Henri Perregaux selon un plan traditionnel avec chevet à trois pans, comme on l'observe déjà au temple de Mézières (1706), modèle du genre. Perregaux reprend le même schéma aux temples des Charbonnières, de Forel (Lavaux), et de Huémoz. Classé monument historique en 1960.

### Fromagerie
La fromagerie de La Praz est tenue par les fromagers Nicolas Hauser et John Haldemann, qui ont remporté le prix du Mondial de la Fondue 2015 (1re édition) dans la catégorie professionnelle.

### Héraldique
| Armes de La Praz | Les armes de la commune de La Praz se blasonnent ainsi : D'argent à la branche de sapin de sinople en bande, fruitée de gueules, au chef de gueules chargé de trois étoiles d'or . |

Dans ces armoiries adoptées en 1928, les autorités ont voulu signaler que les vastes forêts qui couvrent la moitié, presque, du territoire communal sont l'une des richesses de cette commune.